# Conor Leslie
Conor Leslie (Livingston, 10 de abril de 1991) é uma atriz americana. Ela é mais conhecida por interpretar Donna Troy / Moça-Maravilha em Titans, além de seus personagens,  como Natasha em Other Space, Sabine em Klondike, e Trudy Walker em The Man in the High Castle, além de ser destaque em filmes como Jornal dos Predadores, Parts Per Billion, e Chained.

## Vida pessoal
Leslie começou a atuar em comerciais aos 15 anos. Ela frequentou e se formou na escola Millburn High School em 2008 na "classe" júnior. Conor é fotógrafa e não esconde seu amor por fotografia, tendo suas redes sociais repletas de suas fotos.

## Carreira de atriz
Leslie apareceu no filme de TV, M.O.N.Y em 2007, do famoso cineasta Spike Lee. A partir daí, ela teve vários papéis em programas de TV, incluindo Law & Order, e 90210, bem como papéis no cinema. Em 2014 ela foi vista como Sabine na minissérie Klondike, que falava sobre A Corrida do Ouro de Klondike. Em 2015 ela foi escalada como Natasha na comédia de ficção científica Other Space. Ela apareceu na série de TV Shot Fireds e Graves em 2016. Em 2018, ela foi escalada como Donna Troy / Moça-Maravilha na série Titans para o serviço digital da DC Comics.

## Filmografia

### Televisão
| Ano       | Título                       | Papel                       | Notas                                                              |
| --------- | ---------------------------- | --------------------------- | ------------------------------------------------------------------ |
| 2009      | The Unusuals                 | Karen Delmonte              |                                                                    |
| 2010      | Law & Order                  | Eliza                       |                                                                    |
| 2010      | Law & Order: Criminal Intent | Mia Caruso                  |                                                                    |
| 2010      | 90210                        | Parker                      |                                                                    |
| 2011      | No Ordinary Family           | Chloe Cotten                |                                                                    |
| 2013      | Rizzoli & Isles              | Sr. Barlow                  |                                                                    |
| 2013–2014 | Revenge                      | Bianca                      |                                                                    |
| 2014      | Klondike                     | Sabine                      | Regular                                                            |
| 2014      | Hawaii Five-0                | Kelly Donovon               | Participação                                                       |
| 2015      | Other Space                  | Natasha                     | Regular                                                            |
| 2015      | The Blacklist                | Gwen Hollander              | Recorrente                                                         |
| 2015–2018 | The Man in the High Castle   | Trudy Walker                | Participações                                                      |
| 2016      | Shots Fired                  | Sarah Ellis                 | Regular                                                            |
| 2016      | Graves                       | Tasha Ludwig                |                                                                    |
| 2016      | Elementary                   | Molly Parsons               | Um episódio                                                        |
| 2018-2021 | Titans                       | Donna Troy / Moça-Maravilha | Participação (Temporada 1) Elenco Principal (Temporada 2-presente) |

### Filmes
| Ano  | Título            | Papel              | Notas         |
| ---- | ----------------- | ------------------ | ------------- |
| 2007 | M.O.N.Y.          | Anabelle Capanelli | Filme para TV |
| 2010 | Beware the Gonzo  | Amy                |               |
| 2012 | Widow Detective   | Amanda Jaworski    | Filme para TV |
| 2012 | Chained           | Angie              |               |
| 2014 | Parts Per Billion | Des                |               |
| 2015 | Dirty Beautiful   | Nicole             |               |
| 2015 | Campus Code       | Greta              |               |